# Sonneratia (mollusque)
Pour le genre de plantes, voir Sonneratia.
Genre
Sonneratia est un genre fossile d'ammonites de la famille des Hoplitidae, ayant vécu au Crétacé.

## Répartition

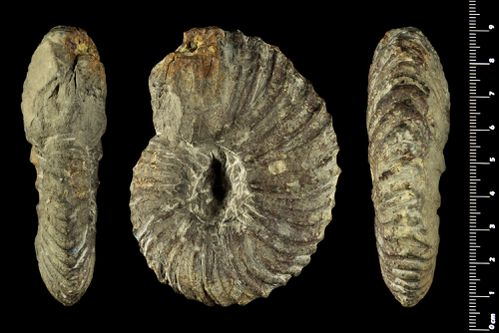
Spécimen de Sonneratia savini de Grossouvre, 1894 collecté à Sougraigne dans l'Aude (France).

Le genre est éparpillé sur le globe, des fossiles datant du Crétacé ayant été retrouvés au Canada (Territoires du Nord-Ouest), à Madagascar, au Svalbard et Jan Mayen, au Royaume-Uni, aux États-Unis (Californie) et en France métropolitaine (Aude, Ardennes, Charente et Loir-et-Cher).

## Systématique
Le genre a été décrit en 1878 par le paléontologue français Claude-Émile Bayle (d) (1819–1895).

## Liste des espèces
Selon la Paleobiology Database (19 juillet 2022) et GBIF (19 juillet 2022) :
- †Sonneratia crossi Anderson, 1938
- †Sonneratia kitchini Spath, 1925
- †Sonneratia perrinsmithi Anderson, 1938
- †Sonneratia rotator Casey, 1965

Selon l'IRMNG (19 juillet 2022)
- †Sonneratia dutempleana (d'Orbigny, 1850)

D'après les collections du Muséum national d'Histoire naturelle :
- †Sonneratia dutempleana (d'Orbigny, 1850) - Albien
- †Sonneratia paillettei (d'Orbigny, 1841) - Coniacien
- †Sonneratia savini de Grossouvre, 1894 - Coniacien
- †Sonneratia janeti de Grossouvre, 1894 - Coniacien
- †Sonneratia rejaudryi de Grossouvre, 1894 - Campanien
- †Sonneratia rara de Grossouvre, 1894 - Campanien
- †Sonneratia daubreei de Grossouvre, 1894 - Coniacien